# Proença-a-Nova
Proença-a-Nova là một huyện thuộc tỉnh Castelo Branco, Bồ Đào Nha. Huyện này có diện tích 395 km², dân số thời điểm năm 2001 là 9610 người.